# Клюз

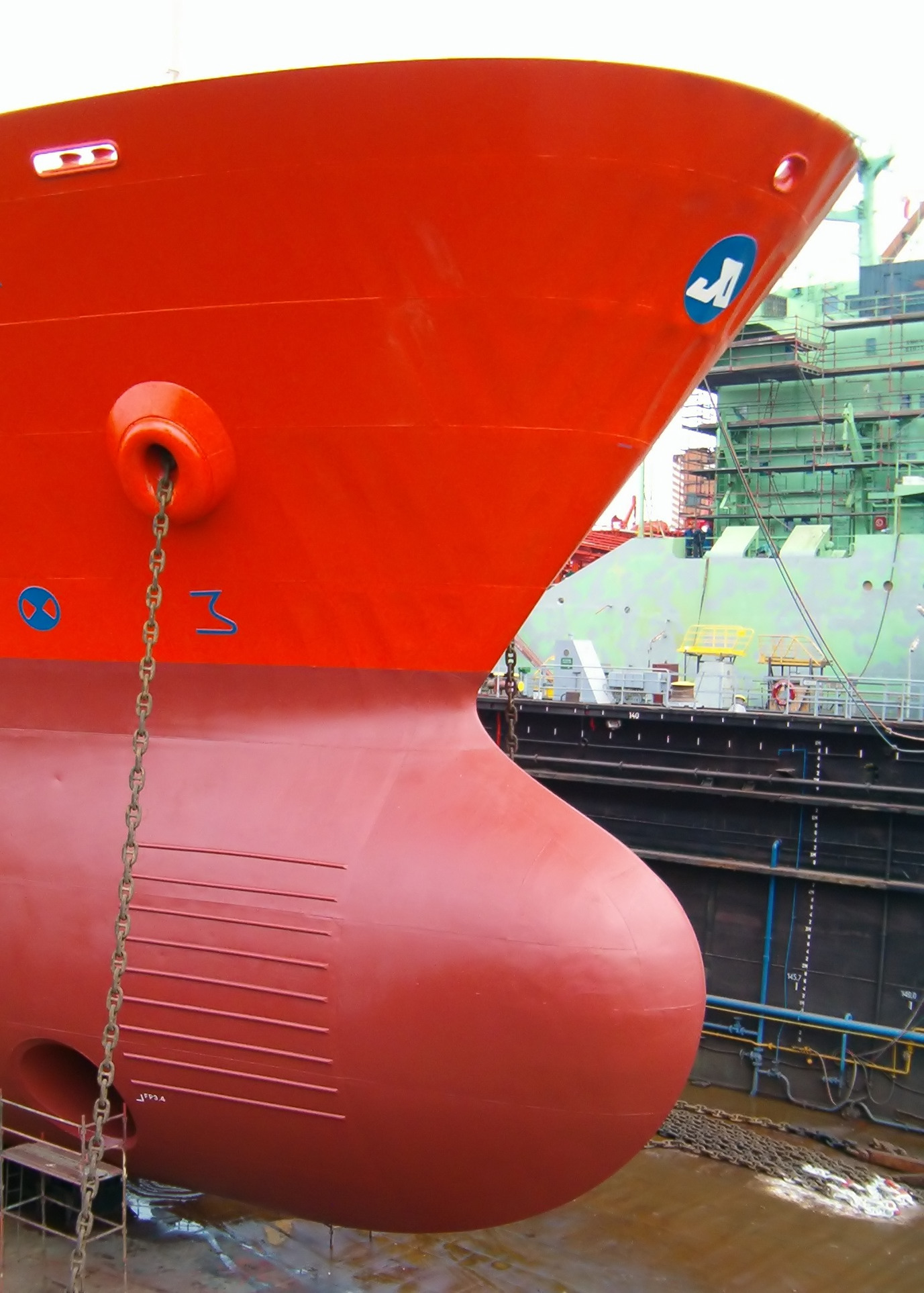
Якорный и швартовные клюзы на носу судна.

Клюз (от нидерл. kluis) — круглое, овальное или прямоугольное отверстие в фальшборте, палубе или борту, окантованное литой рамой или металлическим прутом, служащее для пропускания и уменьшения перетирания якорной цепи (каната), швартовных концов или буксирного каната.
В других источниках указано что Клюз м. морс. круглая дыра в носу корабля, обитая свинцом или медью, в которую проходит якорный канат; обычно по четыре клюза, и отверстия в палубах и борту корабля для прохода цепных канатов или другой снасти. На начало XX столетия в отверстие (клюз) вставлялась чугунная (стальная) труба, чтобы канат не истирался. 
На парусных судах «клюзом» называют сквозные продолговатые или круглые отверстия, служащие для проводки кабельтов или якорных цепей. По назначению и месту расположения клюзы называют: в носу — «канатными», посередине судна (миделе) — «буксирными», на корме — «кормовыми» или «шпринговыми». Втулка или затычка для клюзов — Клюзса́к, ранее мешки с пенькой, которыми закрывались клюзы, чтобы через них не попадала в палубу вода — Клюзные саки.

## Виды и типы клюзов

### Швартовный клюз
Клюз швартовный (англ. mooring pipe) — клюз, служащий для пропускания троса, устанавливаемый на борту судна, например в фальшборте. Швартовный клюз может иметь более сложную конструкцию — трос касается только вращающихся роульсов (универсальный клюз) или шкивов, укреплённых в поворотной обойме, которая ориентируется под действием натяжения троса в нужном направлении (автоматический клюз).

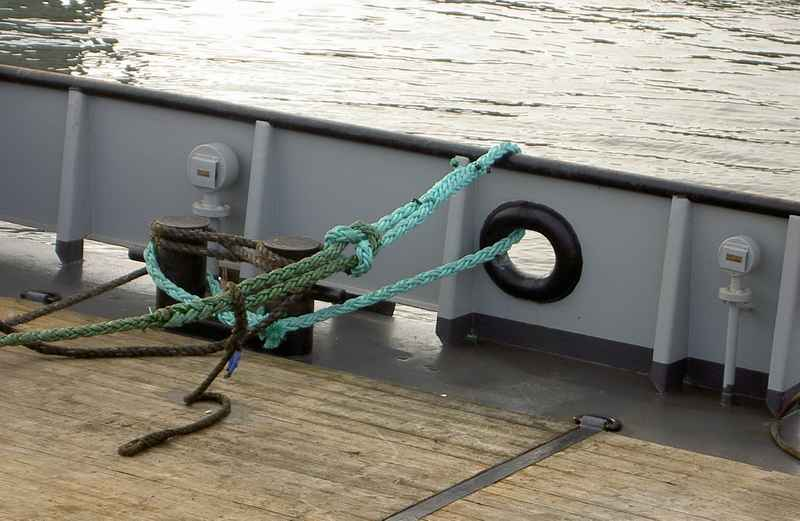
Швартовный клюз.

### Палубный клюз
Клюз палубный (англ. chain pipe), Палубные клюзы — отверстие в палубе с чугунной или стальной рамой для пропуска якорной цепи с верхней палубы или из палубы бака в цепной ящик. Отверстия палубных клюзов закрываются специальной металлической крышкой, которая называется клюзовой крышкой.

### Якорный клюз
Клюз якорный (англ. hawse hole), Якорные клюзы — специальная литая стальная или чугунная труба, пропущенная через палубу сквозь борт судна (нос или корму в диаметральной плоскости).

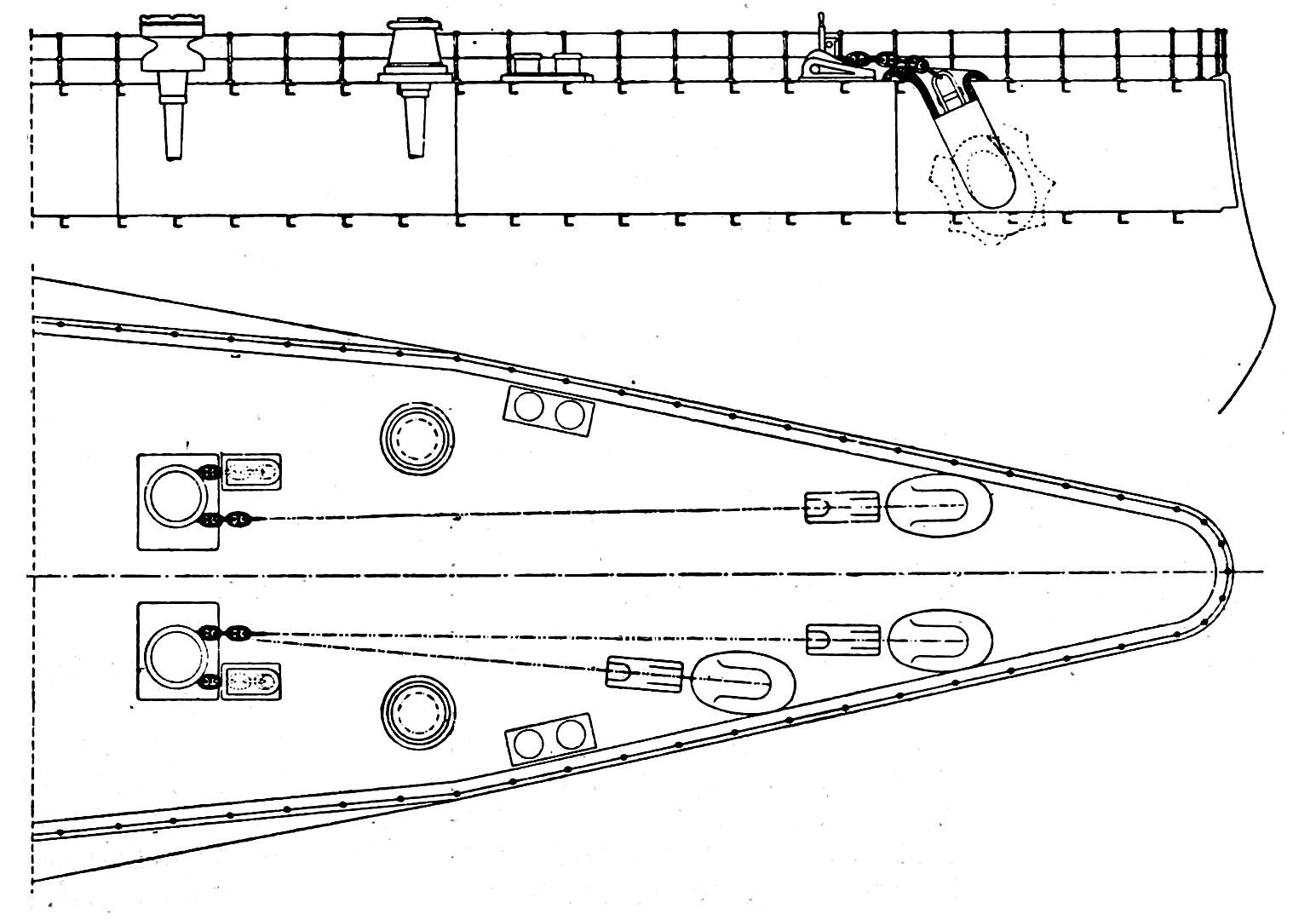
Втяжная система уборки якорей (Бакстера или Холла), то есть якоря втягиваются в клюзы, трубы которых проводят прямо на полубак.
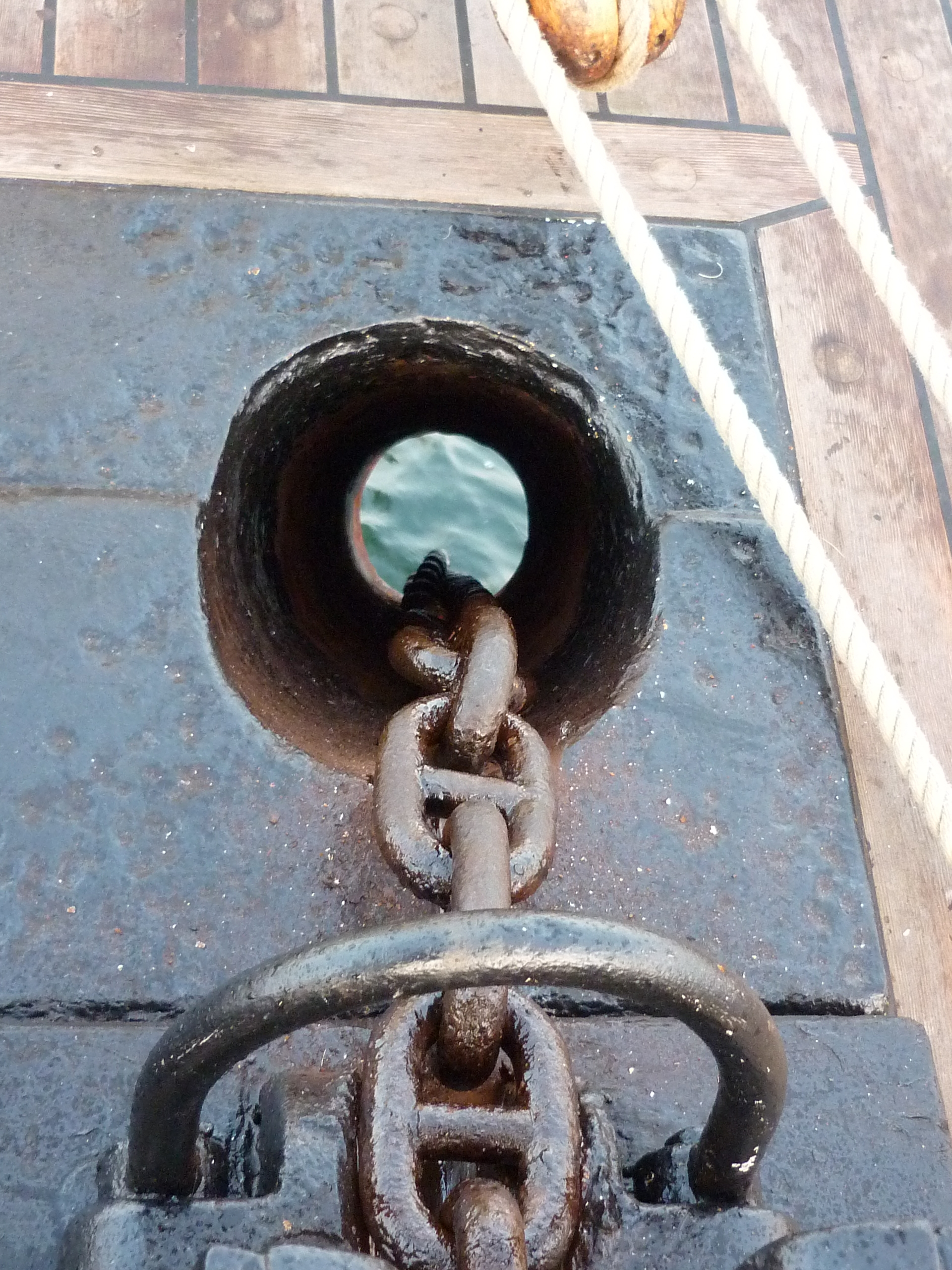
Якорный клюз.

### Буксирный клюз
Буксирный клюз — отверстие в носу или корме корабля (судна) или баржи для прохода буксирного каната, при буксировке.

### Тральный клюз
Клюз тральный — стальная или чугунная конструкция, укреплённая на верхней палубе кормового среза и служащая для пропуска и направления за кормовой срез тралящих частей буксиров при постановке или выборке трала.

### Клюз-скоба
Клюз-скоба — специальное приспособление вместо якорного клюза, состоящее из палубного и бортового фланцев и жёлоба. Якорная цепь проходит в клюз-скобу так же, как и в клюз.